# Haraklány
Haraklány (románul: Hereclean) település Romániában, Szilágy megyében.

## Története
Haraklány nevét 1415-ben említették először egy oklevélben Harakyan néven egy per kapcsán, ekkor a Kusalyi Jakcs család tagjai és Oldi János pereskedtek érte.
1429-ben Haraklyán, Haraklyan neveken, 1549-ben Haroklan, 1618-ban Haraklány, 1622-ben Haraklán -nak írták.
1429-ben a Külső-szolnok  vármegyéhez tartozó Haraklyan birtokba Haraklyáni család tagjait iktatták be ide, és a családé maradt egészen 1656-ig, mikor Görcsöni Serédi István és felesége Kamuthi Kata kapta meg.
1679-ben I. Apafi Mihály fejedelem megerősítette Serédi Benedek vámtartási jogát, s egyben elrendeli, hogy a kereskedők és utasok itt Haraklányban vámot fizessenek.
A település valamikor 1713 előtt elpusztult, és sokáig puszta maradt, s csak 1713 körül kezdett újratelepülni. 
1715-ben is még csak 7 jobbágy háztartás fizetett itt adót, melyből 5 magyar, 2 oláh volt.
1797-ben végzett összeíráskor a település főbb birtokosai voltak: gróf Andrási Károly, gróf Kendefi Rákhel, gróf Bethlen Gergelyné voltak.
1847-ben 584 lakosa volt, melyből 5 római katolikus, 372 görögkatolikus, 7 református volt.
1890-ben 578 lakosából 25 magyar, 553 oláh volt, melyből 6 római katolikus, 553 görögkatolikus, 12 református, 7 izraelita. A házak száma ekkor 105 volt.
'Haraklány a trianoni békeszerződés előtt Szilágy vármegye Zilahi járásához tartozott.

## Nevezetességek
- Görögkatolikus fatemploma.  Anyakönyvet 1824-től vezetnek.